# Уинтерсън
„Уинтерсън“ (на английски: Wintersun) е финландска хевиметъл група от Хелзинки, първоначално създадена като страничен проект на Яри Маенпя, тогава вокалист и китарист на фолк метъл групата Ensiferum.

## Музиканти в групата
- Яри Маенпя, водещ вокал, китари, клавир (от 2003 г.), бас (2004)[1]
- Кай Хахто, ударни (от 2004 г.)[1]
- Теему Мантисаари, китари, беквокали (от 2004 г.)[1]
- Юка Коскинен, бас, беквокали (от 2005 г.)[1]

## Дискография
- Wintersun (2004)[1]
- Live at Summer Breeze (2005, видео албум)[1]
- Time I (2012)[1]
- The Forest Seasons (2017)[1]
- Live at Tuska Festival (2013, на живо)[1]
- The Forest Package Compilation (2017)[1]